# Guillaume de Viron
Le baron Guillaume de Viron, né à Bruxelles le 13 septembre 1791 et mort à Dilbeek le 7 juillet 1857, est un homme politique belge.
- Maire de Dilbeek (1812-1814)
- Membre du Conseil d’intendance du département de la Dyle (1814-)
- Membre des États provinciaux du Brabant méridional (1816-)
- Membre du pouvoir exécutif provincial belge des États provinciaux du Brabant méridional (1816-)
- Membre du Congrès national (1830-1831)
- Président du Conseil provincial du Brabant (1836-1839)
- Gouverneur du Brabant (1839-1857)

## Sources
- C. Beyaert, Biographies des membres du Congrès national, Bruxelles, 1930, p. 67.